# Eve Adams
Pour les articles homonymes, voir Adams.
Ne doit pas être confondu avec Eva Kotchever.
Eve Adams (née Horvat, le 7 novembre 1974 à Sudbury est une femme politique canadienne. Elle est élue députée conservatrice de la circonscription électorale torontoise de Mississauga—Brampton-Sud à la Chambre des communes du Canada lors de l'élection fédérale du lundi 2 mai 2011. Le 9 février 2015, elle annonce son ralliement au Parti libéral du Canada. Elle a cependant échoué à obtenir l'investiture libérale dans la circonscription d'Eglinton—Lawrence.

## Parcours et vie privée
Fille d'immigrés croates et hongrois, elle vit  Hamilton durant 14 ans, puis quatorze nouvelles années à Mississauga. Elle vit désormais à Oakville.
Elle étudie à l'Université de Western Ontario où elle obtient un Bachelor of Art en psychologie.

## Engagement politique
Lors de l'élection fédérale du lundi 2 mai 2011, elle est investie par le Parti conservateur du Canada pour tenter de conquérir la circonscription de Mississauga—Brampton-Sud. Elle s'impose avec 44,72 % contre 35,16 % au sortant libéral Navdeep Bains et fait son entrée à la Chambre des communes du Canada.
Le 9 février 2015, elle annonce son ralliement au Parti libéral du Canada, expliquant ne plus partager les valeurs de Stephen Harper, la presse relevant cependant qu'elle avait encore demandé une investiture au Parti Conservateur quelques semaines plus tôt.

### Résultats électoraux
|       | Candidat                         | Parti              | # de voix | % des voix |
|       | Eve Adams                        | Conservateur       | +23 632,  | 44,72 %    |
|       | (x) Navdeep Bains                | Libéral            | +18 579,  | 35,16 %    |
|       | Jim Glavan                       | NPD                | +09 465,  | 17,91 %    |
|       | Benjamin Jonathon Ullysses Stone | Vert               | +01 044,  | 1,98 %     |
|       | Tim Sullivan                     | Marxiste-léniniste | +00127,   | 0,24 %     |
| Total | Total                            | Total              | 52 847    | 100 %      |

## Vie privée
Dans les années 1990, elle se marie avec Peter Adams, attaché auprès de Michael Wilson quand il était membre du cabinet de Brian Mulroney. Peter Adams est le directeur de campagne d'Eve Adams lors de sa première campagne municipale.
Elle est désormais en couple avec Dimitri Soudas, attaché de presse puis directeur des communications de Stephen Harper pendant près de 10 ans.